# Arcot N. Veeraswami
Arcot N. Veeraswami (język tamilski: ஆற்காடு வீராசாமி; ur. 21 kwietnia 1937 w Kuppadichatham) – indyjski polityk.
Deputowany do Zgromadzenia Ustawodawczego Tamil Nadu w latach 1967 - 1983 i 1989 - 1991, a także od 2001. Minister energetyki i rozwoju niekonwencjonalnych źródeł energii w piątym rządzie Muthuvela Kalaignara Karunanidhiego.